# Filipíny na Letních olympijských hrách 2008
Filipíny se účastnily Letní olympiády 2008 a jednalo se o 19. start této země na letních olympijských hrách. Zastupovalo je 15 sportovců v 8 sportech (10 mužů a 5 žen). Vlajkonošem výpravy byl Manny Pacquiao. Nejmladší z týmu byla Hidilyn Diazová, které bylo v době konání her 17 let. Nejstarším z týmu byl Eric Ang, kterému bylo v době konání her 37 let. Nikomu z výpravy se během her nepodařilo získat medaili.
Filipínská vláda společně s lidmi ze soukromého sektoru dohromady slíbila částku 15 milionů filipínských pesos sportovci, který by pro zemi získal historicky první zlatou olympijskou medaili. Nikomu z filipínských reprezentantů se však nepodařilo žádnou medaili získat, i když během her bylo překonáno několik národních rekordů.

## Zahájení a ukončení her

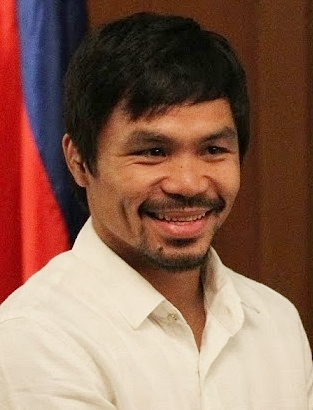
Manny Pacquiao

Filipínský olympijský výbor dne 12. června 2008 oznámil, že za vlajkonoše filipínské výpravy byl vybrán plavec Miguel Molina. Výbor k tomuto rozhodnutí došel na základě výkonů, které M. Molina poddal během Her jihovýchodní Asie v roce 2007, na kterých získal zlatou medaili jak v závodu jednotlivců, tak i v závodu družstev. Během her také překonal několik národních rekordů.
Filipínská prezidentka Glora Macapagal-Arroyová však později výbor požádala, aby své rozhodnutí ještě zvážil, a za vlajkonoše prosazovala populárního filipínského boxera Mannyho Pacquiaa, přestože se na hry nekvalifikoval. Předseda Filipínského olympijského výboru Jose Cojuangco s návrhem prezidentky souhlasila s tím, že Pacquiao jako vlajkonoš bude morální podporou ostatním sportovcům. A přestože již bylo po termínu, do kterého bylo možné měnit složení národních výprav, podařilo se pro něho vyjednat zvláštní výjimku a Pacquiao dodatečně obdržel potřebnou akreditaci. Změna v roli vlajkonoše byla oficiálně oznámena 9. července. Miguel Molina pak byl vlajkonošem výpravy během závěrečného ceremoniálu.
Poprvé v historii her se v Pekingu zahajovacího ceremoniálu účastnil i filipínský prezident, tou dobou úřadující prezidentka Gloria Macapagal-Arroyová.

## Sportovní disciplíny

### Atletika
V atletice Filipíny reprezentovali dva skokani do dálky, Henry Dagmil a Marestella Torresová. Ani jeden z nich se na olympiádu nekvalifikoval, ale oba se mohli zúčastnit díky divoké kartě, kterou obdrželi od Mezinárodního olympijského výboru.
Henry Dagmil během kvalifikace zaznamenal pouze jeden platný pokus a s výkonem 7,58 m skončil z 41 závodníků na 34. místě. Marestella Torresová si během rozběhu při prvním pokusu poranila levé koleno a dosáhla výkonu 6,17 m a skončila z 42 závodnic na 35. místě.
| Sportovec            | Disciplína           | Kvalifikace | Kvalifikace | Finále             | Finále             |
| Sportovec            | Disciplína           | Vzdálenost  | Pořadí      | Vzdálenost         | Pořadí             |
| -------------------- | -------------------- | ----------- | ----------- | ------------------ | ------------------ |
| Henry Dagmil         | skok do dálky – muži | 7,58 m      | 34.         | nekvalifikoval se  | nekvalifikoval se  |
| Sportovkyně          | Disciplína           | Kvalifikace | Kvalifikace | Finále             | Finále             |
| Sportovkyně          | Disciplína           | Vzdálenost  | Pořadí      | Vzdálenost         | Pořadí             |
| Marestella Torresová | skok do dálky – ženy | 6,17 m      | 35.         | nekvalifikovala se | nekvalifikovala se |

### Box
Box býval filipínskou medailovou disciplínou, ale v roce 2008 tuto zemi reprezentoval pouze Harry Tañamor, který si účast na hrách zajistil druhým místem na Mistrovství světa amatérů v boxu v roce 2007. Harry Tañamor byl jediným filipínským reprezentantem, kterému americký fotografický sportovní magazín Sports Illustrated předpovídal zisk olympijské medaile. Harry Tañamor však prohrál již během úvodního zápasu, kdy jej porazil Manyo Plange z Ghany.
| Sportovec     | Disciplína                 | 1/32                    | 1/16        | Čtvrtfinále | Semifinále  | Finále      | Finále      |
| Sportovec     | Disciplína                 | Soupeř                  | Soupeř      | Soupeř      | Soupeř      | Soupeř      | Pořadí      |
| ------------- | -------------------------- | ----------------------- | ----------- | ----------- | ----------- | ----------- | ----------- |
| Harry Tañamor | Lehká muší váha (do 48 kg) | Manyo Plange PROHRA 3–6 | nepostoupil | nepostoupil | nepostoupil | nepostoupil | nepostoupil |

### Lukostřelba
V lukostřelbě Filipíny reprezentoval Mark Javier v závodu jednotlivců. M. Javier se na olympijské hry kvalifikoval během Asijského lukostřeleckého mistrovství v roce 2007. Během první fáze soutěže se z 64 účastníků umístil na 36. místě. Během prvního vyřazovacího kola pak prohrál s reprezentantem Tchaj-wanu Kuo Cheng-Weiem.
| Sportovec   | Disciplína               | První kolo | První kolo | 1/64                         | 1/32        | 1/16        | Čtvrtfinále | Semifinále  | Finále/Bronzová medaile | Finále/Bronzová medaile |
| Sportovec   | Disciplína               | Skóre      | Nasazení   | Soupeř                       | Soupeř      | Soupeř      | Soupeř      | Soupeř      | Soupeř                  | Pořadí                  |
| ----------- | ------------------------ | ---------- | ---------- | ---------------------------- | ----------- | ----------- | ----------- | ----------- | ----------------------- | ----------------------- |
| Mark Javier | Závod jednotlivců – muži | 654        | 36.        | Kuo Cheng-Wei PROHRA 102–106 | nepostoupil | nepostoupil | nepostoupil | nepostoupil | nepostoupil             | nepostoupil             |

### Skoky do vody
Ve skocích do vody Filipíny reprezentovali dva sportovci, Rexel Ryan Fabriga a Sheila Mae Perezová. Ani jednomu se však nepodařilo postoupit ze základní části soutěže.
Fabriga si několik týdnů před olympijskými hrami během soustředění v Si-anu způsobil zranění v bederní oblasti, které ovlivnilo jeho další přípravu. Nakonec se z 30 závodníků umístil na 28. místě. Perezová se z 30 závodnic umístila na 23. místě.
| Sportovec           | Disciplína | Základní část | Základní část | Semifinále   | Semifinále   | Finále       | Finále       |
| Sportovec           | Disciplína | Body          | Pořadí        | Body         | Pořadí       | Body         | Pořadí       |
| ------------------- | ---------- | ------------- | ------------- | ------------ | ------------ | ------------ | ------------ |
| Rexel Ryan Fabriga  | Věž 10 m   | 358,85        | 28.           | nepostoupil  | nepostoupil  | nepostoupil  | nepostoupil  |
| Sportovkyně         | Disciplína | Základní část | Základní část | Semifinále   | Semifinále   | Finále       | Finále       |
| Sportovkyně         | Disciplína | Body          | Pořadí        | Body         | Pořadí       | Body         | Pořadí       |
| Sheila Mae Perezová | Prkno 3 m  | 251,15        | 23.           | nepostoupila | nepostoupila | nepostoupila | nepostoupila |

### Střelba
Ve střelbě Filipíny reprezentoval 37letý Eric Ang, nejstarší člen filipínské výpravy. Tomu se sice nepodařilo splnit kvalifikační limit pro účast v závodu v trapu, ale start na olympiádě mu umožnila divoká karta. Po prvním kvalifikačním dnu byl z 35 závodníků na 30. místě. Během druhého kvalifikačního dne pak klesl na poslední pozici.
| Sportovec | Disciplína | Kvalifikace | Kvalifikace | Finále      | Finále      |
| Sportovec | Disciplína | Body        | Pořadí      | Body        | Pořadí      |
| --------- | ---------- | ----------- | ----------- | ----------- | ----------- |
| Eric Ang  | Trap       | 106         | 35.         | nepostoupil | nepostoupil |

### Plavání
V plavání Filipíny reprezentovalo pět sportovců (4 muži a 1 žena). Ti závodili v sedmi různých plaveckých disciplínách. Přestože nikdo z nich nepostoupil z rozplaveb, podařilo se jim vylepšit několik filipínských národních rekordů. Konkrétně šlo o národní rekordy v polohovém závodu na 200 m mužů kdy M. Molina dosáhl času 2:01,61, v závodu žen volným způsobem na 100 m kdy Ch. Simmsová dosáhla času 56,67 s, v závodu mužů volným způsobem na 50 m kdy D. Coakley dosáhl času 22,69 s a v závodu v motýlku mužů na 200 m kdy J. B. Walsh dosáhl času 1:59,39 a přestože s tímto časem svou rozplavbu vyhrál, nestačil na postup do další fáze závodu. Časy Coakleye a Walshe nebyly jen filipínskými národními rekordy, ale také rekordy jihovýchodní Asie.
| Sportovec          | Disciplína                  | Rozplavba | Rozplavba | Semifinále   | Semifinále   | Finále       | Finále       |
| Sportovec          | Disciplína                  | Čas       | Pořadí    | Čas          | Pořadí       | Čas          | Pořadí       |
| ------------------ | --------------------------- | --------- | --------- | ------------ | ------------ | ------------ | ------------ |
| Ryan Paolo Arabejo | 1500 m volný způsob – muži  | 15:42.27  | 32.       | N/A          | N/A          | nepostoupil  | nepostoupil  |
| Daniel Coakley     | 50 m volný způsob – muži    | 22.69     | 39.       | nepostoupil  | nepostoupil  | nepostoupil  | nepostoupil  |
| Miguel Molina      | 200 m prsa – muži           | 2:16.94   | 47.       | nepostoupil  | nepostoupil  | nepostoupil  | nepostoupil  |
| Miguel Molina      | 200 m polohový závod – muži | 2:01.61   | 27.       | nepostoupil  | nepostoupil  | nepostoupil  | nepostoupil  |
| James Walsh        | 200 m motýlek – muži        | 1:59.39   | 29.       | nepostoupil  | nepostoupil  | nepostoupil  | nepostoupil  |
| Sportovkyně        | Disciplína                  | Rozplavba | Rozplavba | Semifinále   | Semifinále   | Finále       | Finále       |
| Sportovkyně        | Disciplína                  | Čas       | Pořadí    | Čas          | Pořadí       | Čas          | Pořadí       |
| Christel Simmsová  | 50 m volný způsob – ženy    | 26.64     | 47.       | nepostoupila | nepostoupila | nepostoupila | nepostoupila |
| Christel Simmsová  | 100 m volný způsob – ženy   | 56.67     | 41.       | nepostoupila | nepostoupila | nepostoupila | nepostoupila |

### Taekwondo
V taekwondu Filipíny reprezentovali dva sportovci, Tshomlee Go a Mary Antoinette Rivero. Oba reprezentanti startovali i na předchozích olympijských hrách v Athénách v roce 2004. T. Go hned v prvním kole podlehl australskému reprezentantovi Ryanu Carnelimu, který Goa porazil již na Mistrovství světa v taekwondu v roce 2007. Svůj první zápas prohrála i M. A. Rivero, která podlehla chorvatské reprezentantce Sandře Šarić.
| Sportovec              | Disciplína    | 1/16                    | Čtvrtfinále  | Semifinále   | Opravy       | Bronzová medaile | Finále       | Finále       |
| Sportovec              | Disciplína    | Soupeř                  | Soupeř       | Soupeř       | Soupeř       | Soupeř           | Soupeř       | Pořadí       |
| ---------------------- | ------------- | ----------------------- | ------------ | ------------ | ------------ | ---------------- | ------------ | ------------ |
| Tshomlee Go            | Muži do 58 kg | Ryan Carneli PROHRA 0–1 | nepostoupil  | nepostoupil  | nepostoupil  | nepostoupil      | nepostoupil  | nepostoupil  |
| Sportovkyně            | Disciplína    | 1/16                    | Čtvrtfinále  | Semifinále   | Opravy       | Bronzová medaile | Finále       | Finále       |
| Sportovkyně            | Disciplína    | Soupeř                  | Soupeř       | Soupeř       | Soupeř       | Soupeř           | Soupeř       | Pořadí       |
| Mary Antoinette Rivero | Ženy do 67 kg | Sandra Šarić PROHRA 1–4 | nepostoupila | nepostoupila | nepostoupila | nepostoupila     | nepostoupila | nepostoupila |

### Vzpírání
Ve vzpírání Filipíny reprezentovala Hidilyn Diazová, které účast na olympijských hrách zajistila divoká karta. Stala se tak první filipínskou reprezentantkou, která soutěžila v této disciplíně. Ovšem i přes vylepšení filipínského národního rekordu, jehož byla sama držitelkou, skončila z 12 závodnic na 11. místě. Přesto byl její výkon hodnocen kladně s perspektivou do budoucnosti, což ocenil i předseda Filipínské sportovní komise William Ramirez.
| Sportovkyně     | Disciplína    | Trh      | Trh    | Nadhoz   | Nadhoz | Dohromady | Pořadí |
| Sportovkyně     | Disciplína    | Výsledek | Pořadí | Výsledek | Pořadí | Dohromady | Pořadí |
| --------------- | ------------- | -------- | ------ | -------- | ------ | --------- | ------ |
| Hidilyn Diazová | Ženy do 58 kg | 85       | 11.    | 107      | 11.    | 192       | 11.    |